# Motyw (kanadyjski serial telewizyjny)
Motive – kanadyjski kryminalny serial telewizyjny, wyprodukowany przez Bell Media, Foundation Features oraz Lark Productions. Serial był emitowany od 3 lutego 2013 roku do 30 sierpnia 2016 roku przez CTV. Twórcą serialu jest Daniel Cerone.
8 maja 2013 roku stacja CTV zamówiła 2 sezon serialu. 22 maja 2014 roku stacja CTV przedłużyła serial o 3 sezon.
W Polsce serial był emitowany od 1 września 2015 roku przez TV Puls.

## Fabuła
Poszczególne odcinki serialu ukazują odkrywanie przez policyjną ekipę prowadzącą śledztwo motywu popełnionej zbrodni. Od samego początku wiadomo kto jest sprawcą, a kto ofiarą. Zbrodnia pokazywana jest w retrospekcji.

## Obsada
- Kristin Lehman jako detektyw Angelika „Angie” Flynn[4]
- Louis Ferreira jako detektyw Oscar Vega[4]
- Brendan Penny jako detektyw Brian Lucas[4]
- Lauren Holly jako Betty Rogers, lekarz sądowy[4]
- Cameron Bright jako Manny Flynn, syn Angie[4]
- Roger Cross jako sierżant Boyd Bloom[4]
- Valerie Tian jako oficer Wendy Sung[4]
- Warren Christie jako sierżant Mark Cross[4]

## Odcinki
| Sezon | Sezon | Odcinki | Oryginalna emisja | Oryginalna emisja | Oryginalna emisja | Oryginalna emisja |
| Sezon | Sezon | Odcinki | Premiera sezonu   | Finał sezonu      | Premiera sezonu   | Finał sezonu      |
| ----- | ----- | ------- | ----------------- | ----------------- | ----------------- | ----------------- |
|       | 1     | 13      | 3 lutego 2013     | 20 maja 2013      | 1 września 2015   | 17 listopada 2015 |
|       | 2     | 13      | 6 marca 2014      | 29 maja 2014      | nieemitowany      | nieemitowany      |
|       | 3     | 13      | 8 marca 2015      | 31 maja 2015      | nieemitowany      | nieemitowany      |
|       | 4     | 13      | 22 marca 2016     | 30 sierpnia 2016  | nieemitowany      | nieemitowany      |